# Puxinanã
Puxinanã este un oraș în Paraíba (PB), Brazilia.